# 1968年夏季残疾人奥林匹克运动会爱尔兰代表团
1968年夏季残疾人奥林匹克运动会爱尔兰代表团是爱尔兰派出的1968年夏季残疾人奥林匹克运动会代表团。获得4枚银牌和5枚铜牌。